# Lakeville (Maine)
Lakeville város az USA Maine államában, Penobscot megyében. Lakosainak száma 104 fő (2020. április 1.).

## Népesség
A település népességének változása:

| 2010 | 105 |
| 2020 | 104 |